# Pearse Elliott
Pour les articles homonymes, voir Elliott.
Pearse Elliott est un scénariste et réalisateur irlandais.

## Filmographie

### Comme réalisateur

#### Cinéma
- 2002 : Short Back and Sides  court métrage de 10 minutes
- 2005 : The Mighty Celt avec Gillian Anderson et Robert Carlyle

#### Télévision
- 2004 : Pulling Moves Série TV - Saison 1 : épisodes 6 et 7

### Comme scénariste
- 2002 : Short Back and Sides  court métrage de 10 minutes
- 2004 : Man About Dog de Paddy Breathnach
- 2005 : The Mighty Celt de lui-même
- 2006 : Shrooms de Paddy Breathnach

#### Télévision
- 2004 : Pulling Moves Série TV